# Dalj
Dalj (srbsko Даљ) je naselje na Hrvaškem ob meji s Srbijo (Vojvodino), ki upravno spada pod občino Erdut; le-ta pa v Osiješko-baranjsko županijo. 
V Dalju je sedež Osječko-poljske eparhije Srbske pravoslavne cerkve.

## Demografija
| Pregled števila prebivalcev po letih | Pregled števila prebivalcev po letih | Pregled števila prebivalcev po letih | Pregled števila prebivalcev po letih | Pregled števila prebivalcev po letih | Pregled števila prebivalcev po letih | Pregled števila prebivalcev po letih | Pregled števila prebivalcev po letih | Pregled števila prebivalcev po letih | Pregled števila prebivalcev po letih | Pregled števila prebivalcev po letih | Pregled števila prebivalcev po letih | Pregled števila prebivalcev po letih | Pregled števila prebivalcev po letih | Pregled števila prebivalcev po letih |
| ------------------------------------ | ------------------------------------ | ------------------------------------ | ------------------------------------ | ------------------------------------ | ------------------------------------ | ------------------------------------ | ------------------------------------ | ------------------------------------ | ------------------------------------ | ------------------------------------ | ------------------------------------ | ------------------------------------ | ------------------------------------ | ------------------------------------ |
| 1857                                 | 1869                                 | 1880                                 | 1890                                 | 1900                                 | 1910                                 | 1921                                 | 1931                                 | 1948                                 | 1953                                 | 1961                                 | 1971                                 | 1981                                 | 1991                                 | 2001                                 |
| 4449                                 | 5006                                 | 5147                                 | 5737                                 | 5900                                 | 6088                                 | 5491                                 | 5922                                 | 5575                                 | 5625                                 | 6288                                 | 6303                                 | 6023                                 | 5515                                 | 4689                                 |